# Eleições regionais suecas em 2018
As eleições regionais foram realizadas no domingo dia 9 de setembro de 2018 para eleger as assembleias regionais (landstingsfullmäktige ou regionfullmäktige) das 21 regiões político-administrativas da Suécia (landsting). 
Tiveram lugar simultaneamente com as eleições para o parlamento (riksdagen) e para as assembleias municipais (kommunfullmäktige) do país. 

Cada região administrativa corresponde a um condado - län.
Os eleitores elegeram 1 688 deputados para as assembleias regionais - landstingsfullmäktige ou regionfullmäktige, de onde são escolhidos os conselhos regionais - landstingsstyrelse. 

## Resultados:Região de Estocolmo
| Região              | Governo                                                                                    | Mandatos            | Fontes |
| Região de Estocolmo | Partido Moderado Partido Liberal Partido do Centro Partido Democrata-Cristão Partido Verde | 78 de 149 (minoria) | [ 7 ]  |

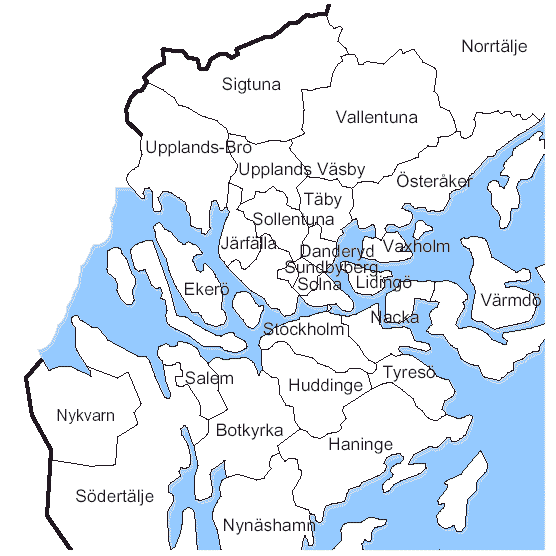

A Região de Estocolmo

O novo governo do Condado de Estocolmo é uma coligação verde-azul, apoiada pelo Partido Moderado, pelo Partido Liberal, pelo Partido do Centro, pelo Partido Democrata-Cristão e pelo Partido Verde.

## Resultados:Região da Västra Götaland
| Região                    | Governo                                                                                    | Mandatos            | Fontes |
| Região da Västra Götaland | Partido Moderado Partido Liberal Partido do Centro Partido Democrata-Cristão Partido Verde | 68 de 149 (minoria) | [ 10 ] |

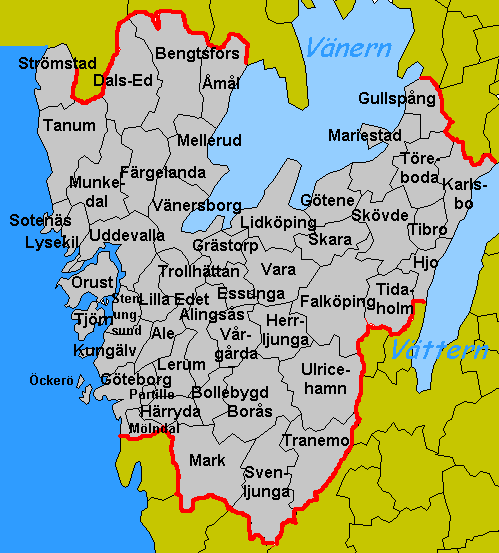

A Região da Västra Götaland

O novo governo do Condado da Gotalândia Ocidental é uma coligação verde-azul, apoiada pelo Partido Moderado, pelo Partido Liberal, pelo Partido do Centro, pelo Partido Democrata-Cristão e pelo Partido Verde.

## Resultados:Região da Escânia
| Região            | Governo                                                                      | Mandatos            | Fontes |
| Região da Escânia | Partido Moderado Partido Liberal Partido do Centro Partido Democrata-Cristão | 62 de 149 (minoria) | [ 12 ] |

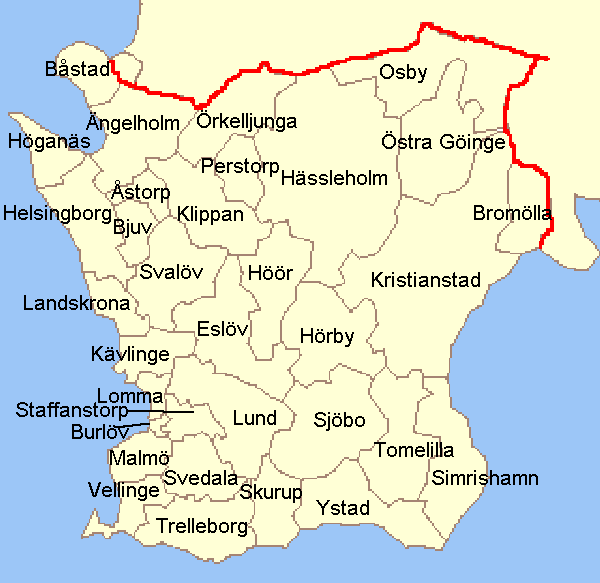
A Região da Escânia

A Região da Escânia

O novo governo do Condado da Escânia é uma coligação de centro-direita, apoiada pelo Partido Moderado, pelo Partido Liberal, pelo Partido do Centro e pelo Partido Democrata-Cristão.